# خانه یغماییان
خانه یغمایی‌ها مربوط به دوره قاجار است و در شاهرود، محله مصلی واقع شده و این اثر در تاریخ ۱۰ مهر ۱۳۸۰ با شمارهٔ ثبت ۴۰۲۵ به‌عنوان یکی از آثار ملی ایران به ثبت رسیده است. این خانه تنها بنای بادگیردار شاهرود است که به سبک معماری یزدی و در سال ۱۳۰۵ هجری شمسی توسط استاد مهدی حیدریان ساخته شده است. این بنا به لحاظ مشخصه‌های معماری سنتی در سطح شهرستان بی‌نظیر است. فرم پلان به صورت حیاط مرکزی بوده و ورودی خانه در قسمت جنوبی با یک دالان به حیاط مرتبط است. از دیگر ویژگی‌های این خانه، نورگیر حوض خانه و تقارن‌هایی است که در پلان و نما و همچنین تزیینات آجری ازاره‌های پیرامون حیاط ساخته شده است. 